# Walid Atta
Walid Atta (Riad, Arabia Saudita, 28 de agosto de 1986) es un futbolista árabe nacionalizado etíope. Juega de defensor y su equipo actual es el Sogndal de la Tippeligaen.

## Carrera temprana

### Atta creció
En Gotemburgo y jugó en su juventud en los clubes Angered IF, Rannebergens IF y Gunnilse IS. Antes de su etapa en el Väsby United era un delantero muy prometedor que más tarde cambió su posición a la defensa central.

### AIK
Atta fue una de las nuevas adquisiciones de AIK para los titulares en 2008 con contratos a 31 de diciembre de 2010, pero todavía tiene algún tiempo de juego en el club socio Väsby United en 2008. Fue ganó el dobles con AIK en 2009 y la Supercopa en 2010. A finales de verano de 2010, la prioridad Atta abajo - alternativamente expresado: "cerrar" - por AIK en favor de otros jugadores después de que él no renovó su contrato que expiró a finales de 2010.

### Carrera posterior
Después de años de AIK fue el juego en Croacia y con los clubes y Lokomotiva Zagreb Dinamo de 2010 a 2012. Atta fue reclutado por luego a casa a Suecia para Helsingborg, donde fue de 31 juegos.
El 7 de marzo de 2014 Atta escribió un contrato de tres años con BK Häcken.
En el verano de 2015, Walid Atta se mudó al club turco Gençlerbirliği. Solo jugó cuatro partidos de liga para el club. En febrero de 2016, Atta se presentó como una nueva adquisición en el FK de Östersund.
En enero de 2017 fue reclutado ocho de Arabia Najran SC, que la temporada pasada fue de la primera división.

## Selección
Ha sido internacional con la Selección de Etiopía en 6 ocasiones sin anotar goles.

## Clubes
| Club               | País    | Año           | PJ | Goles |
| ------------------ | ------- | ------------- | -- | ----- |
| Vasby Utd          | Suecia  | 2006 - 2007   |    |       |
| AIK Estocolmo      | Suecia  | 2007          |    |       |
| Vasby Utd (Cedido) | Suecia  | 2008          |    |       |
| AIK Estocolmo      | Suecia  | 2009 - 2010   | 24 | 1     |
| Lokomotiva Zagreb  | Croacia | 2010 - 2011   | 8  | 0     |
| Helsingborgs IF    | Suecia  | 2012 - 2013   | 31 | 6     |
| BK Häcken          | Suecia  | 2014 - 2015   | 26 | 0     |
| Gençlerbirliği SK  | Turquía | 2015-2016     | 4  | 0     |
| Östersunds FK      | Suecia  | 2016          | 20 | 2     |
| Sogndal            | Noruega | 2017-presente | 0  | 0     |